# Hypermarked
Et hypermarked er en type megavarehus, der kombinerer supermarked og stormagasin. 
Størrelsen er typisk på 10-25.000 m², og der beskæftiges mellem 300 og 700 ansatte, og der føres fuldt sortiment inden for fødevarer og non-food.
Typisk placeres varehusene uden for bykernen, hvilket giver et stort behov for parkeringspladser. Det har desuden den effekt, at det tiltrækker andre store og pladskrævende butikker. Derfor er der ofte et indkøbscenter eller megacenter i forbindelse med et hypermarked.

## Hypermarkeder i forskellige lande
| Land           | Hypermarkeder |
| -------------- | --- |
| Argentina      | Carrefour, COTO |
| Australien     | Coles Supermarkets, Kmart, Target, Wollworths |
| Brasilien      | Carrefour, Extra, Walmart |
| Canada         | Atlantic Superstore, Maxi & Cie, Real Canadian Superstore, Walmart                                                                                        |
| Chile          | Jumbo, Líder, Tottus |
| Colombia       | Almacenes Exito, Carrefour |
| Danmark        | Bilka |
| Ecuador        | Megamaxi |
| El Salvador    | Hiper Europa, Hiper Paíz, Price Mart |
| Egypten        | Carrefour, Hyper One, Spinneys |
| Estland        | Maxima, Rimi, Selver |
| Filippinerne   | SM Hypermarket |
| Finland        | Citymarket, Euromarket, Prisma |
| Frankrig       | Auchan, Carrefour, Casino, Cora, E.Leclerc, Géant, Hyper U, Intermarché                                                                                   |
| Hviderusland   | Gippo |
| Indien         | Big Bazaar, HyperCITY, Marks & Spencer, Metro Cash & Carry, Reliance, Saravana Store, Spencer's Retail, SPAR, Star Bazaar, Vishal Megamart, .more for you |
| Indonesien     | Carrefour, Giant Hypermarket, Hypermart |
| Iran           | Hyperstar |
| Italien        | Auchan, Bennet, Carrefour, E.Leclerc, Il Gigante, Iper, Ipercoop, Iperfamila, Iperstanda, InterSPAR, Panorama                                             |
| Japan          | Fuji, Ito Yokado, JUSCO, Uny, YouMe Town |
| Kenya          | Nakumat, Uchumi |
| Kina           | Auchan, Bailian, Carrefour, Hualian, Metro Cash & Carry, Tesco, Walart, Yokado                                                                            |
| Kroatien       | Kaufland , Konzum, Mercator |
| Kuwait         | Carrefour, CityCentre, Lulu Hypermarket, Sultan Center |
| Letland        | Maxima, Rimi, Selver |
| Litauen        | Maxima, Rimi, Selver |
| Malaysia       | Carrefour, Giant Hypermarket, JUSCO, Marks & Spencer, Tesco                                                                                               |
| Marokko        | Achima, Aswak Salam, Label'Vie, Makro, Marjane |
| Mexico         | Chedraui, Comercial Mexicana, Soriana , Walmart |
| Norge          | Coop OBS!, Eurospar, ICA Maxi, Smart Club |
| Pakistan       | Hyperstar, Metro Cash & Carry |
| Peru           | Hipermercados Metro, Tottus, Wong |
| Polen          | Auchan, Carrefour, Géant, Kaufland, Real, Tesco |
| Portugal       | Auchan, Continente, Intermarché, Jeronimo Martins |
| Rumænien       | Auchan, Carrefour, Cora, Kaufland, METRO, Real |
| Rusland        | Auchan, Carrefour, GLOBUS, Karusel, Lenta, Liniya, METRO, Mosmart, Nash Hypermarket, OK, Real, Vester                                                     |
| Saudiarabien   | Carrefour, Hyper Panda |
| Serbien        | Mercator, METRO, Tempo Centar |
| Singapore      | Auchan, Carrefour, El Corte Inglés, Eroski, Hipercor |
| Slovenien      | Mercator |
| Spanien        | Carrefour, Eroski, Hipercor |
| Sri Lanka      | Arpico Supercentres |
| Storbritannien | Asda, Marks & Spencer, Morrisons, Sainsbury's, Tesco |
| Sverige        | Coop Forum, MAXI ICA Stormarknad |
| Sydafrika      | Checkers Hyper, Pick'n'Pay |
| Sydkorea       | E-Mart, Home Plus, Homever, Lotte Shopping |
| Taiwan         | Carrefour |
| Tjekkiet       | GLOBUS, Hypernova, Kaufland, Makro, Tesco |
| Tyrkiet        | Carrefour, Kiler, METRO, Migros, Real, Tansas, Tesco Kipa                                                                                                 |
| Tyskland       | CITTI, E-center, famila, GLOBUS, HIT, Kaufland, Marktkauf, plaza, Real, Toom                                                                              |
| Ungarn         | Auchan, Cora, METRO, SPAR, Tesco |
| USA            | Bigg's, Fred Meyer, Kroger Marketplace, Meijer, Shopko, Super KMart, SuperTarget, Walmart, Woodman's Food Market                                          |

## Sprogligt
»Over« (et forholdsord) hedder på græsk hyper (ὑπέρ) og på latin super, så sprogligt set skulle hypermarked og supermarked være det samme; men sprogets udvikling kan være uransagelig, så nu er 'hyper' blevet større end 'super', selv om grundbetydningen er den samme. 